# کریک اوپل
کریک اوپل (به انگلیسی: Craig Oppel) (زادهٔ ۲۶ سپتامبر ۱۹۶۶) شناگر اهل ایالات متحده آمریکا است.